# Theodor Koch
Theodor Koch (* 13. Mai 1905 in Zuffenhausen; † 21. Oktober 1976 in Oberndorf am Neckar) war ein deutscher Ingenieur, Unternehmer, Waffenproduzent und Mitbegründer der Firma Heckler & Koch.

## Leben
Nach dem Abschluss seiner Lehre im Mai 1924 begann er ein Maschinenbaustudium an der Staatlichen Württembergischen Höheren Maschinenbauschule in Eßlingen am Neckar. Von Mai 1929 bis September 1931 arbeitete er als Ingenieur beim Waffenhersteller Mauser AG in Oberndorf am Neckar. Danach arbeitete er bis Februar 1933 als Vorarbeiter auf dem Bau und von März bis Juni 1933 bei den Vereinigten Kugellagerfabriken Stuttgart. Anschließend war er von Juli/August 1933 bis Ende Mai 1949 erneut bei der Firma Mauser tätig, unter anderem als Betriebsleiter für den Werkstoff- und Vorrichtungsbau.
Am 28. Dezember 1949 gründete er gemeinsam mit Edmund Heckler und Alex Seidel die Heckler & Koch GmbH, aus welcher sich später einer der wichtigsten deutschen Rüstungskonzerne der Nachkriegszeit entwickelte.
Zur Rolle Kochs in der Zeit des Nationalsozialismus erklärte die Gesellschaft für Unternehmensgeschichte (GUG) im September 2023, Theodor Koch sowie seine  Gründerkollegen der Firma Heckler & Koch Edmund Heckler und Alexius Seidel  seien nach den Ergebnissen ihrer Studie Waffeningenieure im Zwielicht, die im kommenden Jahr erscheinen soll, zwar in ihren früheren Firmen  für Zwangsarbeiter verantwortlich und karrieremäßig Profiteure der NS-Zeit gewesen, aber keine Kriegsverbrecher. Theodor Koch war zwar Förderndes Mitglied der SS und unterstützte die nationalsozialistische Organisation finanziell. Er sei aber „kein engagierter Nationalsozialist“ gewesen, so Stefanie van de Kerkhof, eine der Wissenschaftlerinnen der Studie.